# US-amerikanische Breitwandfilme in CinemaScope
Diese Liste führt in CinemaScope gedrehte US-amerikanische Breitwandfilme auf.

## Filme (Auswahl)
- 1953: Das Gewand (The Robe)
- 1954: Es wird immer wieder Tag (The High and the Mighty)
- 1954: Gala-Premiere (Ring of Fear)
- 1954: Der Talisman (King Richard and the Crusaders)
- 1954: Ein neuer Stern am Himmel (A Star Is Born)
- 1954: Carmen Jones
- 1954: Das letzte Gefecht (Sitting Bull)
- 1954: Der einsame Adler vom Last River (Drum Beat)
- 1954: Spur in den Bergen (Track of the Cat)
- 1954: Der silberne Kelch (The Silver Chalice)
- 1954: Désirée (Désirée)
- 1955: Mit Leib und Seele (The Long Gray Line)
- 1955: Rauhe Gesellen (The Violent Men)
- 1955: Urlaub bis zum Wecken (Battle Cry)
- 1955: Liebe im Quartett (Three for the Show)
- 1955: Jenseits von Eden (East of Eden)
- 1955: Aus dem Leben einer Ärztin (Strange Lady in Town)
- 1955: Der schwarze Prinz (The Dark Avenger)
- 1955: Der See-Fuchs (The Sea Chase)
- 1955: Land der Pharaonen (Land of the Pharaohs)
- 1955: Keine Zeit für Heldentum (Mister Roberts)
- 1955: Der Mann aus Laramie (The Man from Laramie)
- 1955: Wichita
- 1955: Der Mann aus Kentucky (The Kentuckian)
- 1955: Es geschah in einer Nacht (Pete Kelly’s Blues)
- 1955: Meine Schwester Ellen (My Sister Eileen)
- 1955: Wolkenstürmer (The McConnell Story)
- 1955: Der gelbe Strom (Blood Alley)
- 1955: Count Three and Pray
- 1955: …denn sie wissen nicht, was sie tun (Rebel Without a Cause)
- 1955: So liebt man in Paris (Gentlemen Marry Brünettes)
- 1955: Schwere Jungen, leichte Mädchen (Guys and Dolls)
- 1955: Gegen alle Gewalten (I Died a Thousand Times)
- 1955: Picknick (Picnic)
- 1955: Blutige Straße (Hell on Frisco Bay)
- 1955: Draußen wartet der Tod (The Last Frontier)
- 1955: Zwischen zwei Feuern (The Indian Fighter)
- 1955: Verdammt zum Schweigen (The Court-Martial of Billy Mitchell)
- 1955: In Acht und Bann (At Gunpoint)
- 1956: Die schöne Helena (Helen of Troy)
- 1956: Der Eroberer (The Conqueror)
- 1956: Um jeden Preis (Comanche)
- 1956: Feuer im Blut (Hot Blood)
- 1956: Alexander der Große (Alexander the Great)
- 1956: Planet des Grauens (World Without End)
- 1956: Trapez (Trapeze)
- 1956: Der Mann ohne Furcht (Jubal)
- 1956: Geliebt in alle Ewigkeit (The Eddy Duchin Story)
- 1956: Kuss vor dem Tode (A Kiss Before Dying)
- 1956: Der Held von Texas (The First Texan)
- 1956: Die große und die kleine Welt (The Ambassador’s Daughter)
- 1956: Schlucht des Grauens (Canyon River)
- 1956: Der Fluch vom Monte Bravo (The Beast of Hollow Mountain)
- 1956: Horizont in Flammen (The Burning Hills)
- 1956: Bandido
- 1956: Roter Staub (The Brave One)
- 1956: Ohne Liebe geht es nicht (You Can’t Run Away from It)
- 1956: Haie greifen an (The Sharkfighters)
- 1956: Heißer Süden (The King and Four Queens)
- 1957: Tot oder lebendig (Last of the Badmen)
- 1957: Lindbergh: Mein Flug über den Ozean (The Spirit of St. Louis)
- 1957: Massaker (Dragoon Wells Massacre)
- 1957: Dakota (The Oklahoman)
- 1957: Ein Leben im Rausch (The Helen Morgan Story)
- 1957: Der große Fremde (The Tall Stranger)
- 1957: Bomber B-52 (Bombers B-52)
- 1957: Oregon Passage
- 1958: Patrouille westwärts (Escort West!)
- 1958: Männer die in Stiefeln sterben (Man from God’s Country)
- 1958: Die Draufgänger von San Fernando (Cole Younger, Gunfighter)
- 1958: Die Kanaille von Kansas (Quantrill’s Raiders)
- 1958: Die Letzten der 2. Schwadron (Fort Massacre)
- 1958: Das Teufelsweib von Montana (Bullwhip)
- 1958: Duell im Morgengrauen (Gunman’s Walk)
- 1958: Die Hexenküche des Dr. Rambow (Frankenstein 1970)
- 1958: In den Krallen der Venus (Queen of Outer Space)
- 1958: Der Mann aus dem Westen (Man of the West)
- 1958: Jonny schießt nur links (Gunsmoke in Tucson)
- 1959: Auf eigene Faust (Ride Lonesome)
- 1959: Erinnerung einer Nacht (Night of the Quarter Moon)
- 1959: April entdeckt die Männer (Gidget)
- 1959: Drauf und dran (The Gunfight at Dodge City)
- 1959: Fest im Sattel (King of the Wild Stallions)
- 1959: Immer die verflixten Frauen (Ask Any Girl)
- 1959: Die Haltlosen (The Beat Generation)
- 1959: Der große Schwindler (The Big Operator)
- 1959: Eine tolle Nummer (It Started with a Kiss)
- 1959: Bettgeflüster (Pillow Talk)
- 1959: Der Mann aus Arizona (Edge of Eternity)
- 1960: Einer gibt nicht auf (Comanche Station)
- 1960: Unrasiert und fern der Heimat (Wake Me When It’s Over)
- 1960: Die Verfluchten (House of Usher)
- 1960: Dinosaurus
- 1961: Geh nackt in die Welt (Go Naked in the World)
- 1961: Haie der Großstadt (The Hustler)
- 1962: Durchbruch auf Befehl (Merrill’s Marauders)
- 1963: Eine zuviel im Bett (Move Over, Darling)
- 1964: Pulverdampf in Casa Grande (Gunfighters of Casa Grande)
- 1965: Sohn des Revolverhelden (Son of a Gunfighter)
- 1965: Entscheidung am Big Horn (The Great Sioux Massacre)
- 1965: Bitte nicht stören (Do Not Disturb)
- 1967: Caprice